# Абд ар-Рахман Бадави
Абд ар-Рахман Бадави (араб. عبد الرحمن بدوى‎; 17 февраля 1917, Шарабас — 25 июля 2002, Каир) — египетский экзистенциалист, профессор философии и поэт. Он был назван «самым выдающимся мастером арабского экзистенциализма». Автор более 150 работ, среди которых 75 которые были энциклопедические. Писал на арабском, английском, испанском, французском и немецком, читал на греческом, латинском и персидском.

## Биография
Родился в состоятельной семье в деревне Шарабас в 95 км от Каира. Получил образование в школе ас-Саидия в Каире. В 1938 году получил степень по философии в Каирском университете. Был учеником Луи Массиньона. Научным руководителем его докторской диссертации был Александр Койре.
С 1950 по 1956 год преподавал в университете Айн-Шамс. С 1954 года был членом Комитета по разработке новой конституции Египта, но после конфликта с Насером в 1956 году комитет был распущен. С 1956 по 1958 год был культурным атташе в Швейцарии, называл коллег-дипломатов «невеждами и лицемерами».
В 1967 году Бадави покинул Египет и отправился во Францию, где устроился преподавателем в Сорбонне. До 1973 года работал на должности профессора в Ливии. Причиной увольнения стало то, что Муаммар Каддафи, посетивший университет, узнал о том, что студенты Бадави выступали за свободу слова. Каддафи посадил Бадави в тюрьму и публично сжёг его личную библиотеку. Он был освобождён через 17 дней египетским президентом Анваром Садатом.
С 1975 по 1982 год Бадави преподавал в Кувейтском университете.